# UN-Sonderberichterstatter zum Recht auf Entwicklung
Die Stelle des Sonderberichterstatters zum Recht auf Entwicklung (engl.: Special Rapporteur on the right to development) wurde zur Verwirklichung des Rechts auf Entwicklung im Rahmen der Agenda 2030 für nachhaltige Entwicklung geschaffen.

## Das UN-Mandat
Der UN-Menschenrechtsrat schuf diese Stelle am 5. Oktober 2016 mittels einer Resolution, in welcher auch der Auftrag definiert wurde. Dieses UN-Mandat ist auf drei Jahre befristet und kann verlängert werden.
Der Sonderberichterstatter ist kein Mitarbeiter der Vereinten Nationen, sondern wird von der UN mit einem Mandat beauftragt und dazu erließ der UN-Menschenrechtsrat einen Verhaltenskodex. Der unabhängige Status des Mandatsträgers ist für die unparteiische Wahrnehmung seiner Aufgaben entscheidend. Die Amtszeit eines Mandats ist auf maximal zweimal drei Jahre begrenzt.
Er erstellt thematische Studien und erarbeitet Leitlinien zur Verbesserung der Menschenrechte. Der Sonderbeauftragte macht auf Einladung von Staaten Länderbesuche und kann in beratender Funktion Empfehlungen abgeben. Er prüft Mitteilungen und unterbreitet den Staaten Vorschläge, wie sie allfällige Missstände beheben können. Er macht auch Anschlussverfahren, in welchen er die Umsetzung der Empfehlungen prüft. Dazu erstellt er Jahresberichte zu Händen des UN-Menschenrechtsrates.

## Amtsinhaber
- 2017–2023 Saad Alfarargi – Ägypten
- seit 2023 Surya Deva – Indien

## Websites
- Internetseite Sonderberichterstatter zum Recht auf Entwicklung (französisch)
- Internetseite Sonderberichterstatter zum Recht auf Entwicklung (englisch)